# Banggaikråka
Banggaikråka (Corvus unicolor) är en akut hotad fågel i familjen kråkfåglar inom ordningen tättingar. Den förekommer endast i indonesiska ögruppen Banggaiöarna.

## Utseende
Banggaikråkan är en liten (40 cm) och kortstjärtad kråka med relativt liten näbb. Fjäderdräkten är helsvart, något blå- eller grönglänsande. Nackfjädrarnas bas är grå, ögat gråaktigt och bakom ögat finns en mycket liten bar fläck som dock troligen är osynlig i fält. Både näbb och ben är svarta. Könen är lika. Ungfågelns dräkt har inte dokumenterats.

## Utbredning och status
Fågeln förekommer i ögruppen Banggaiöarna i Indonesien, öster om Sulawesi, på ön Peleng och tidigare även på ön Banggai, där den troligen är utdöd idag. IUCN kategoriserar arten som akut hotad.

## Systematik
Tidigare har banggaikråkan behandlats som underart till sundakråkan (C. enca). Genetiska studier visar dock att arten är systerart till pipkråkan (Corvus typicus). Den behandlas därför numera som egen art.